# 金久保源兵衛
金久保 源兵衛（かなくぼ げんべえ、1880年〈明治13年〉1月8日 - 没年不明）は、日本の政治家。茨城県猿島郡静村長（5代）。無限責任志鳥信用販売購買組合理事。

## 経歴
茨城県猿島郡静村志鳥（現・境町）出身。金久保家は名主をつとめた家柄で、祖父・源十郎は農業を営み、村長をつとめた。
成長して諸般の公共事業に尽瘁する。1918年10月25日に静村村長に就任、1922年10月24日に退職する。1920年、第1回国勢調査には各調査委員を統率して訓練に努め、迅速確実に調査を遂行し、県下有数の好結果を納める。

## 人物
衆議院議員選挙有権者である。住所は茨城県猿島郡静村志鳥。